# Rentlensheirat
Die Rentlensheirat war die allgemeine Gütergemeinschaft in der Ehe im Spätmittelalter. Sie umfasst eingebrachtes und in der Ehe erworbenes Vermögen der Ehegatten.

## Entwicklung der allgemeinen Gütergemeinschaft
Ausgehend vom Hochmittelalter, war die allgemeine Gütergemeinschaft nicht bekannt. Es gab höchstens die beschränkte Gütergemeinschaft. Diese bezog sich auf bestimmte Vermögenswerte, wie z. B. Haus oder Grund. Nur diese benannten Vermögenswerte waren für beide Ehepartner verfügbar. Später entwickelte sich daraus die Errungenschaftsgemeinschaft. Bei dieser wurde nicht nur bestimmtes vorhandenes Vermögen betrachtet, sondern auch bestimmtes zukünftiges Vermögen definiert. Dieses zukünftige Vermögen wurde in der Regel durch Heiratsabsprachen festgelegt. Eine französische Sonderform war die Fahrnisgemeinschaft. Da wurde zusätzlich festgelegt, dass Fahrnis zu den gemeinsamen Vermögen gezählt wird. Aus dieser Gütergemeinschaft entwickelte sich im Spätmittelalter die Rentlensheirat. Erst ab diesem Zeitpunkt waren sowohl eingebrachte Vermögenswerte als auch alle erworbenen Vermögenswerte für beide Ehepartner gleichberechtigt verfügbar.